# 環境健康視角
《環境健康視角》（英語：Environmental Health Perspectives），又译《環境健康展望》，是一份1972年起由美國國家環境健康科學研究所發行的學術期刊。該期刊每月出版一次，內容涵蓋與環境健康有關的科學研究、政策或資訊。目前，期刊的主編是Hugh A. Tilson。據2023年的期刊引證報告指，《環境健康視角》的影響因子是10.1。

## 資料來源
1. ↑  . Environmental Health Perspectives.   [2025-07-31] （英语）.
2. ↑  . Environmental Health Perspectives.   [2025-07-31] （英语）.

## 外部連結
- 官方网站